# Ramón Moyano
Ramón Moyano fue un futbolista argentino que se desempeñó como arquero y jugó en Rosario Central, club con el cual obtuvo tres títulos a nivel nacional.

## Carrera
Este futbolista jugó para Rosario Central en la época amateur, entre 1915 y 1916, disputando 33 partidos y consagándose campeón en diversos torneos, tanto locales como nacionales. Llegó a la primera del club con la responsabilidad de reemplazar a Serapio Acosta, quien había dejado el club por problemas de conducta.
En 1915 Central arrasó en la Copa Vila, ganando 18 de los 20 partidos, marcando 105 goles y recibiendo sólo 4. Moyano fue el único arquero que el canalla utilizó ese año. 
El título obtenido a nivel local le permitió enfrentar al campeón de la Asociación Argentina de Football, Racing Club, por la Copa Ibarguren, torneo que se consideraba como el verdadero Campeonato Argentino de la época. Ambas Academias habían dirimido el título del año anterior, con victoria para el cuadro de Avellaneda.
La edición 1915 se disputó en los primeros meses de 1916; el 26 de marzo Central y Racing igualaron 0-0 en la cancha de Independiente; Moyano se lució conteniéndole un penal a Alberto Ohaco. Cuatro días más tarde se disputó en el estadio de Gimnasia y Esgrima de Buenos Aires el partido desempate; en él, Central se impuso 3-1 y consiguió el título.
Durante 1916 compartió el puesto con Guillermo Atsbury y Guillermo Niblo, aunque disputó la mayoría de los partidos de Central. Durante este año repitió el título en la Copa Vila, y se coronó en dos torneos nacionales: la Copa de Honor y la Copa de Competencia Jockey Club; en la primera fue titular en la final ante Independiente (victoria 1-0), y aunque no lo hizo en el encuentro decisivo de la segunda (victoria 2-1 ante el mismo rival), atajó en los primeros partidos del club en el torneo.

## Clubes
| Club            | País      | Año       |
| --------------- | --------- | --------- |
| Rosario Central | Argentina | 1915-1916 |

## Palmarés

### Torneos nacionales
| Equipo          | País      | Título                          | Año  |
| --------------- | --------- | ------------------------------- | ---- |
| Rosario Central | Argentina | Copa Dr. Carlos Ibarguren       | 1915 |
| Rosario Central | Argentina | Copa de Honor                   | 1916 |
| Rosario Central | Argentina | Copa de Competencia Jockey Club | 1916 |

### Torneos regionales
| Equipo          | País      | Título                | Año  |
| --------------- | --------- | --------------------- | ---- |
| Rosario Central | Argentina | Copa Vila             | 1915 |
| Rosario Central | Argentina | Copa Damas de Caridad | 1915 |
| Rosario Central | Argentina | Copa Vila             | 1916 |
| Rosario Central | Argentina | Copa Damas de Caridad | 1916 |